# Давлетовська сільська рада
Давле́товська сільська рада (рос. Давлетовский сельский совет) — муніципальне утворення у складі Абзеліловського району Башкортостану, Росія. Адміністративний центр — село Давлетово.

## Населення
Населення — 1964 особи (2019, 1814 в 2010, 1575 в 2002).

## Склад
До складу поселення входять такі населені пункти:
| Населений пункт          | Населення, осіб (2002) | Населення, осіб (2010) |
| ------------------------ | ---------------------- | ---------------------- |
| Давлетово, село          | 819                    | 941                    |
| Кушеєво, присілок        | 324                    | 374                    |
| Селівановський, присілок | 193                    | 188                    |
| Янгі-Аул, присілок       | 239                    | 311                    |